# ميخائيل هوارد (سياسي أيرلندي)
ميخائيل هوارد (بالإنجليزية: Michael Howard)‏ هو فلاح وسياسي أيرلندي، ولد في 19 سبتمبر 1933، وتوفي في 17 فبراير 2009.

## مناصب
- انتخب عضو مجلس الشيوخ من أيرلندا عن دائرة Industrial and Commercial Panel [الإنجليزية]‏ وقد انضم خلال فترته النيابية ‏ (27 أكتوبر 1977 – 16 يوليو 1981)  للكتلة البرلمانية فاين جايل.
- انتخب عضو مجلس الشيوخ من أيرلندا عن دائرة Industrial and Commercial Panel [الإنجليزية]‏ وقد انضم خلال فترته النيابية ‏ (8 أكتوبر 1981 – 16 أبريل 1982)  للكتلة البرلمانية فاين جايل.
- انتخب عضو مجلس الشيوخ من أيرلندا عن دائرة Industrial and Commercial Panel [الإنجليزية]‏ وقد انضم خلال فترته النيابية ‏ (13 مايو 1982 – 21 ديسمبر 1982)  للكتلة البرلمانية فاين جايل.
- انتخب عضو مجلس الشيوخ من أيرلندا عن دائرة Industrial and Commercial Panel [الإنجليزية]‏ وقد انضم خلال فترته النيابية ‏ (23 فبراير 1983 – 3 أبريل 1987)  للكتلة البرلمانية فاين جايل.
- انتخب عضو مجلس الشيوخ من أيرلندا عن دائرة Industrial and Commercial Panel [الإنجليزية]‏ وقد انضم خلال فترته النيابية ‏ (1 أكتوبر 1989 – 17 ديسمبر 1992)  للكتلة البرلمانية فاين جايل.
- انتخب عضو مجلس الشيوخ من أيرلندا عن دائرة Industrial and Commercial Panel [الإنجليزية]‏ وقد انضم خلال فترته النيابية ‏ (17 فبراير 1993 – 10 يوليو 1997)  للكتلة البرلمانية فاين جايل.